# Kepler-Gymnasium Pforzheim
Das Kepler-Gymnasium ist ein allgemeinbildendes Gymnasium in der Nordstadt von Pforzheim mit einem sprachlichen, naturwissenschaftlichen und einem Kunstprofil.

## Geschichte
Das Kepler-Gymnasium hat seine Ursprünge in der 1875 gegründeten lateinlosen Bürgerschule, die nach Umzügen 1884 und 1911 die Bezeichnung Friedrich-Oberrealschule erhielt. 1921/22 wurden elf der damals 38 Klassen als selbständige, sechsklassige Realschule abgetrennt. 1942 erfolgte eine neuerliche Aufteilung, in dem die Fritz-Todt-Schule abgetrennt wurde. Beim Luftangriff auf Pforzheim am 23. Februar 1945 wurde auch das Schulgebäude zerstört, der Unterricht eingestellt. Der Unterricht der Unterklassen war jedoch bereits im Januar 1945 in Kinderlandverschickungsheime im Schwarzwald (Titisee-Neustadt, später in Plättig) verlegt worden. 1946 wurde der Unterricht wieder aufgenommen, zunächst in Brötzingen, dann in Dillweißenstein, ehe man Zug um Zug wieder in die Pforzheimer Kernstadt zurückkehrte. Dabei war das Gymnasium mit dem Reuchlin-Gymnasium zusammengelegt und unter einer Direktion gestellt. Dort bildete es das neusprachlich-mathematisch-naturwissenschaftliche Gymnasium.
Am 18. Januar 1955 beschloss der Pforzheimer Gemeinderat die Trennung der beiden Lehranstalten zu Beginn des Schuljahre 1955/56.
Auf Anregung des Lehrerkollegiums wurde das neue Gymnasium „wegen seines europäischen Ranges“ nach dem in Weil der Stadt geborenen Astronomen und Mathematiker Johannes Kepler benannt. Durch diesen Namen sollte zugleich auf die Eigenart der Schule hingewiesen werden, die nach Abtrennung vom altsprachlichen Reuchlin-Gymnasium seinen Schwerpunkt in den Naturwissenschaften erhielt.
Am 7. Mai 1955 wurden beide Gymnasien durch Oberbürgermeister Johann Peter Brandenburg offiziell wiedereröffnet, teilten aber nach wie vor noch ein Schulgebäude.
Mit 1100 Schülern galt das Kepler-Gymnasium bei seinem eigenständigen Start als die größte höhere Lehranstalt in Baden-Württemberg, hatte aber auch eine große Raumnot und bis zu 40 Schüler pro Klasse zu verkraften. Bis 1959 wuchs die Schülerzahl auf 1225 an, was zu erheblichen Einschränkungen im Lehrangebot führte. Zur Linderung wurde eine Aufteilung des Gymnasiums in zwei eigenständige Lehranstalten erwogen.
1960 wurde angeregt, den Schulhausneubau am Wartberg als Kepler-Gymnasium weiterzuführen, um der Raumnot entgegenzutreten. Das Oberschulamt Nordbaden befürwortete eine Aufteilung nach fachlichen Gesichtspunkten.
Am 29. April 1963 wurde das neue Schulgebäude offiziell eingeweiht, am Folgetag begann der Unterricht in den neuen Gebäuden.
Der Bau des neuen Kepler-Gymnasiums kostete der Stadt Pforzheim 7 Millionen DM.
Das neusprachliche Gymnasium verblieb als Hebel-Gymnasium mit dem bisherigen Direktor Herbert Rothfritz am alten Standort in der Simmlerstraße, das mathematisch-naturwissenschaftliche Kepler-Gymnasium bezog unter Willy Härttäg als Direktor mit ca. 700 Schülern das neue Gebäude in der Redtenbacherstraße.

## Gebäude
Das Schulgebäude besteht aus einem Nord-, Süd- und Sondertrakt. Nachdem das Schulgebäude in die Jahre gekommen ist, wurde das gesamte Gebäude ab 2004 stufenweise kernsaniert und mit einer Schulcafeteria ausgestattet. Aufgrund steigender Schülerzahlen wurde auch ein Container mit zusätzlichen Fachräumen auf dem Schulgelände errichtet, außerdem wurden die gesamte Sportanlage erneuert und verfügt nun über zwei Mehrzweckspielfelder, eine Leichtathletikanlage mit einer 200 Meter Laufbahn sowie Anlagen für Weitsprung und Kugelstoßen.

## Sternwarte
Die Schule besitzt seit 1963 eine eigene Sternwarte auf dem Dach. Die aktuelle Volkssternwarte wurde 1997 in Betrieb genommen und hat einen Kuppeldurchmesser von 4,20 m. Sie wird vom „Astronomischen Arbeitskreis Pforzheim“ betrieben und ist öffentlich zugänglich. Das Gymnasium bietet hier eine Astronomie-AG an. Die Sternwarte ziert auch das Logo der Schule.

## Auszeichnungen

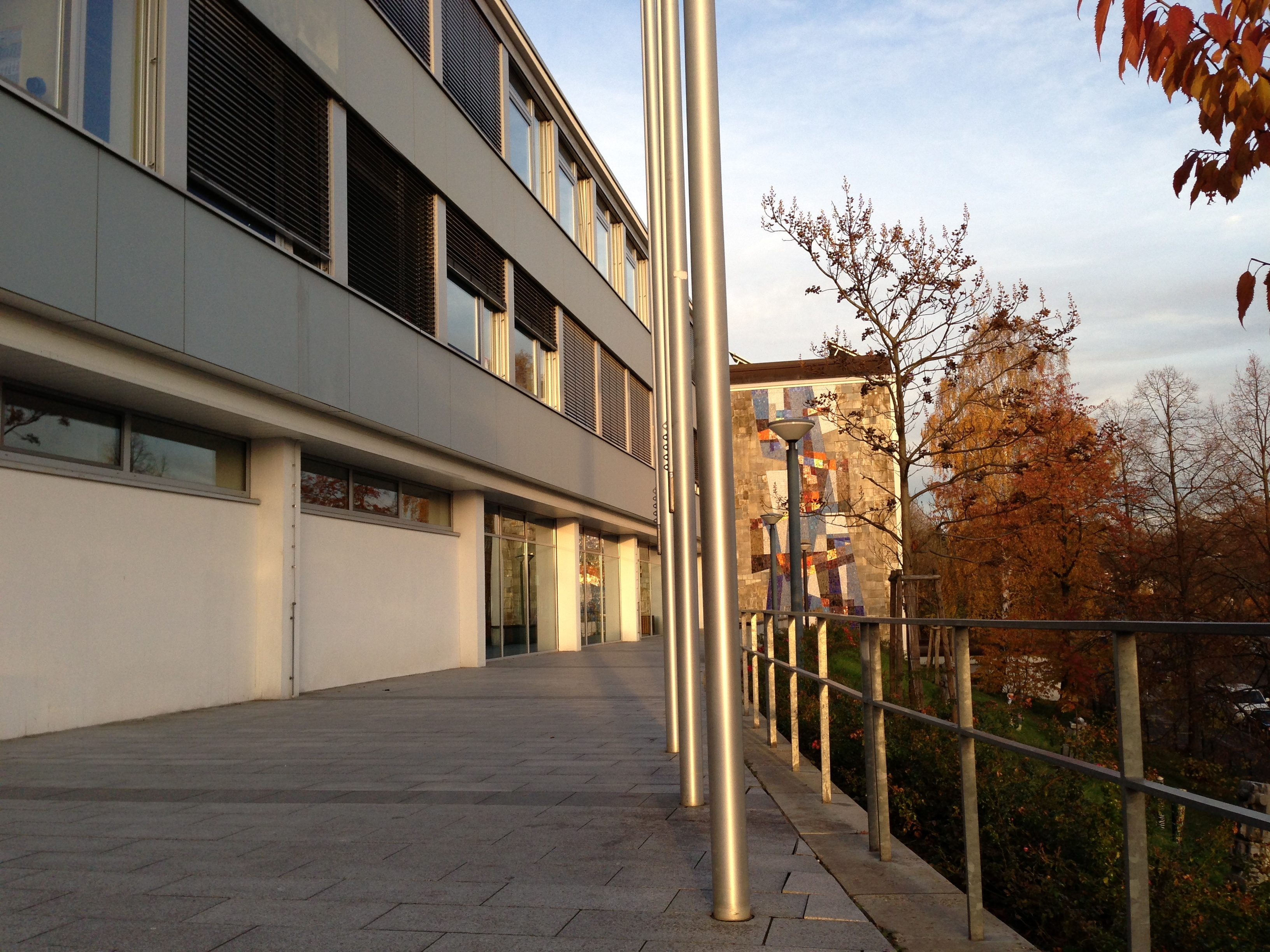
Kepler-Gymnasium Pforzheim

Das Kepler-Gymnasium wurde aufgrund der umfassenden Maßnahmen zur Berufsorientierung mit dem Berufswahlsiegel des Landes Baden-Württemberg (BoriS) ausgezeichnet.
Des Weiteren wurde das Kepler-Gymnasium im Jahr 2012 als MINT-freundliche Schule ausgezeichnet.

## Soziales Engagement
Nach dem Fall der Mauer 1989 ging das Kepler-Gymnasium Pforzheim eine Schulpartnerschaft mit der Spezialschule mathematisch-naturwissenschaftlich-technischer Richtung in Karl-Marx-Stadt ein, aus der das heutige Johannes-Kepler-Gymnasium Chemnitz hervorging.
Das Kepler-Gymnasium Pforzheim unterstützte von 2005 bis 2014 den Verein Schulbausteine für Gando in Berlin, der von Francis Kéré aus Gando in Burkina Faso gegründet wurde. 2010 bauten Schüler des Kepler-Gymnasiums aus Bausätzen Solarlampen zusammen und brachten diese nach Gando. Außerdem wurden 2012 die ersten zwei vom Kepler-Gymnasium finanzierten Photovoltaikanlagen in der Schule installiert. Im Moment sind zwei weitere PV-Anlagen geplant, eine für die Schulbibliothek und eine für die Gesundheitsstation.

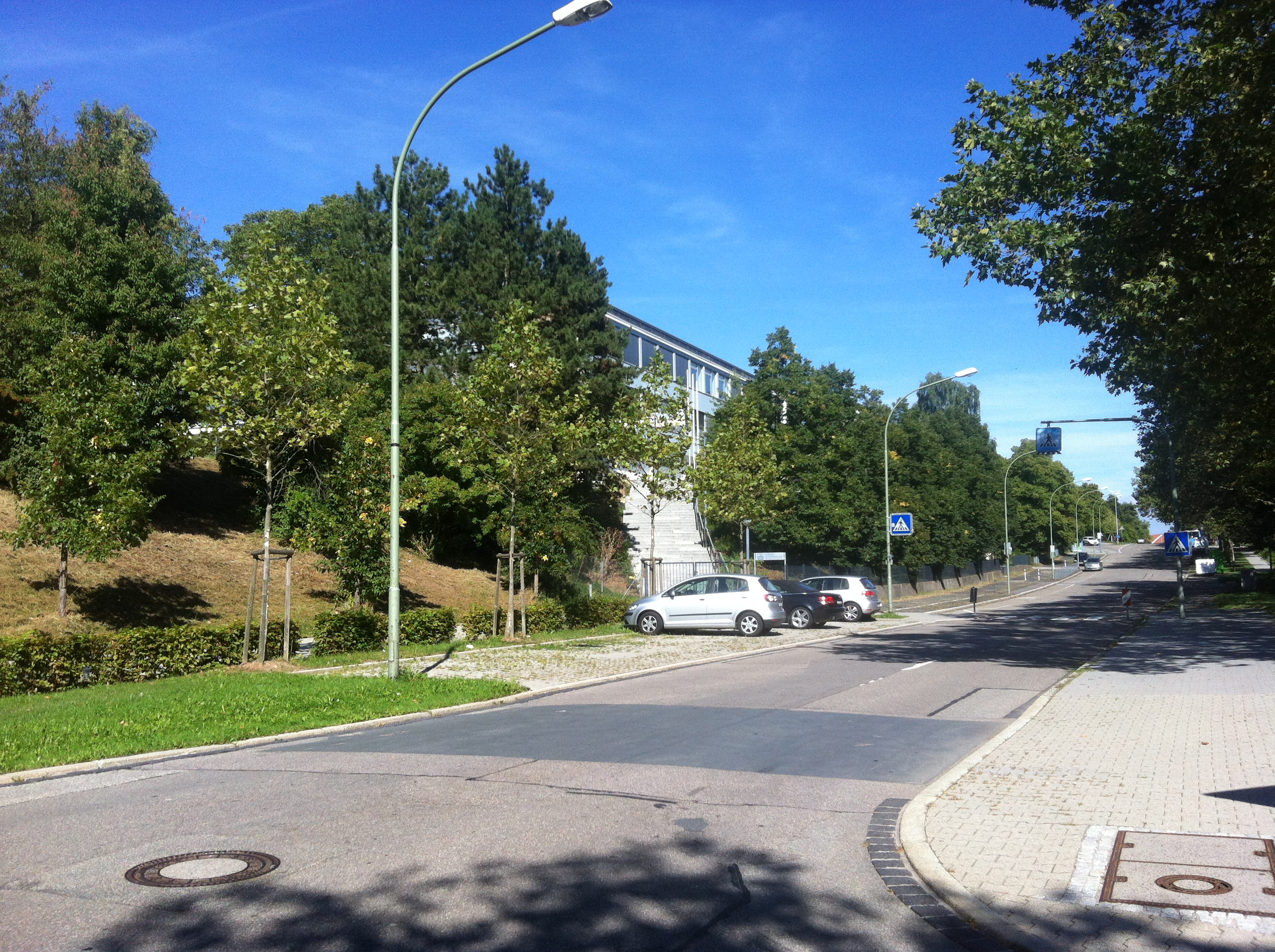
Blick auf das Gymnasium, im Vordergrund ist die Redtenbacherstraße

## Bekannte ehemalige Schüler
- Joachim Becker (* 1942), Oberbürgermeister von Pforzheim
- Frank Borsch (* 1966), Science-Fiction-Autor
- Bernd Braun (* 1963), Historiker
- Till Casper (* 1938), Unternehmer
- Bernd Grimmer (1950–2021), Politiker (AfD)
- Patrick Groetzki (* 1989), Handballspieler
- Andreas Grün (* 1960), Musikwissenschaftler
- Norbert Haug (* 1952), Journalist und Motorsport-Chef bei Mercedes-Benz
- Manfred Mohr (* 1938), Künstler
- Gerhard Sabathil (* 1954), Diplomat
- Klaus Spürkel (1948–2016), Schauspieler und Hörspielsprecher